# 엠비전 X
엠비전 X(영어: M.Vision X)는 현대모비스가 개발한 목적 기반형 4인용 모빌리티이다.

## 개요
2021년 3월 31일, 현대모비스 전략 및 신기술 발표 컨퍼런스에서 공개됐다. 엠비전 X의 X는 커뮤니케이션의 확장(eXpansion), 연결된 경험(eXperience), 새로운 공간으로의 탐험(eXpedition)을 의미한다.
차량의 360˚ 투명 유리창 전체는 영상을 관람할 수 있는 스크린으로 활용 가능하며, 투명 유리창에는 TV 화면 여러 개가 장착되어 있어 탑승자의 취향에 따라 별도 영상을 시청할 수 있다.
또한, 탑승자의 사용 목적에 따라 변경 가능하도록 양방향으로 앉을 수 있다. 실내 가운데 위치한 버티컬 칵핏은 28인치 디스플레이로 구성되고, 제스처 인식기능이 탑재되었다. 탑승자는 제스처 인식기능을 통해 주행 관련 모든 기능을 제어할 수 있다. 또한, UV 라이팅을 통한 살균 기능으로 탑승자가 하차하면 자동으로 차량 소독을 진행한다.

## 같이 보기
- 엠비전 POP
- 현대모비스
- 콘셉트카
- 자율주행